# تمدن دره سند

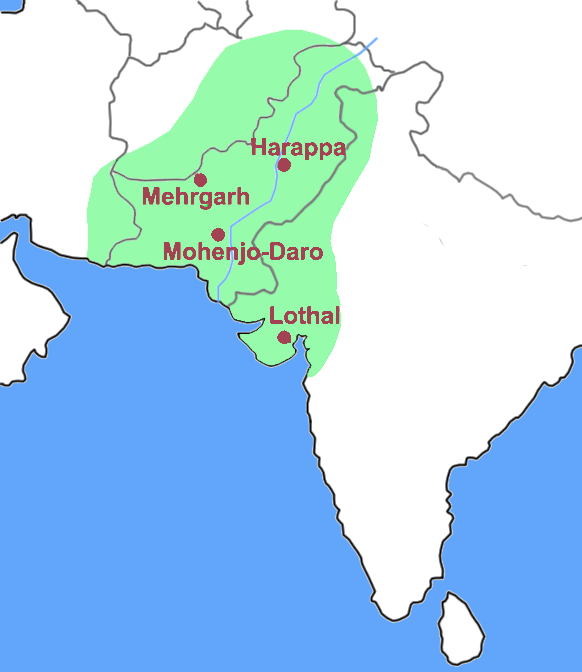
گسترهٔ تمدن درهٔ سند (فرهنگ دراویدی)

تمدن درهٔ سِند (به انگلیسی: Indus Civilization) (دوران اوج: ۲۶۰۰–۱۹۰۰ پیش از میلاد) تمدنی باستانی بوده‌است که از بستر رود سند برخاست. از اواخر قرن نوزدهم تا امروز، باستان‌شناسان نشان داده‌اند که در هزاره سوم پیش از میلاد، در دو شهر بزرگ موهنجو-درو در ایالت لارکانه، در پاکستان کنونی و هَرَپا در کنار رود راوی، در ایالت ملتان پنجاب تمدن درخشانی وجود داشته‌است که کم‌کم در تمامی آن مناطق و بخش‌های دیگر هند مثلاً در دشت میان دوآب، یعنی دو رود گنگ و جَمُنا و در شهر بزرگ کئوشامبی (Kaushambi) تأثیر فراوان داشته‌است.
تمدن دره سند به عنوان یکی از بزرگترین شگفتی‌های معماری جهان، که در زمان اوج خود به تمدن هاراپان (Harappan Civilization) شهرت داشته، در زمرهٔ اولین سکونتگاه‌های شهری بزرگ در کل قاره‌ها بوده‌است. در واقع نخستین نشانه‌های گذار از جماعت کشاورزی به اجتماعات شهری در این منطقه دیده شده‌است. این دوره را «مرحلهٔ نخست هاراپایی» نامیده‌اند که از حدود ۳۵۰۰ پیش از میلاد آغاز شد و تا ۲۶۰۰ پیش از میلاد ادامه یافت. پس از آن شاهد بلوغ تمدن هاراپا بوده‌ایم که تا ۱۹۰۰ پیش از میلاد ادامه داشته‌است.
امروزه مشخص شده‌است که تمدن هاراپا ریشه در فرهنگ بلوچستان عصر نوسنگی دارد و دست کم تا زمان بلوغ کامل این تمدن هیچ تأثیر بیگانه ای را نمی‌توان در آن مشاهده کرد.
تمدن دره سند، واقع شده در پاکستان امروزی، در ۴۵۰۰ سال پیش رونق و پیشرفت خود را داشت که پس از آن فراموش شد و تا سال ۱۹۲۰ که خرابه‌هایش در کاوش‌های باستان‌شناسی کشف شد، فقط در افسانه‌های محلی موجودیت خود را حفظ کرده بود. بازمانده‌هایی از این تمدن در افغانستان، ترکمنستان و ایران نیز حفاری و کاوش شده‌است.

## پیشرفت‌ها و ابداعات
این تمدن پیشرفت‌ها و تکنولوژی‌های پیشرفته‌ای همچون موهنجو داروی معروف (Mohenjo Daro) و اولین سیستم فاضلاب شهری را شامل می‌شود. همچنین شواهدی از مهارت‌های شگفت‌انگیز و برجسته در ریاضیات، مهندسی و حتی دندانپزشکی اولیه در این تمدن وجود دارد. برای نخستین بار پارچه پنبه‌ای در حدود ۱٬۹۰۰ پیش از میلاد توسط تمدن دره سند در آسیای جنوبی بافته شد. همچنین آثاری مربوط به این تمدن به صورت مهرهای استوانه‌ای در سومر در ساحل غربی خلیج فارس پیدا شده‌است که شامل تجسم خدایان و اعمال آئینی در معابدی بسیار متفاوت با آنچه در سومر (و بعداً بابِل) یافت شده‌است می‌باشد. اسنادی به صورت لوح‌های گلی که مربوط به اجاره یا مالکیت خانه‌هایی در بنادر سومری و بابلی و نوشته‌هایی از رفت‌وآمد و سکونت طولانی مدت تاجرانی از دره سند در کاوش‌های باستان‌شناسی بدست آمده‌است. در یکی از کتیبه‌های پادشاه سارگون اکدی، به قایق‌هایی اشاره شده‌است که اجناسی را از جایی به نام «ملوهه/Meluhha» وارد کرده بودند، که امروزه مشخص شده‌است این نام به دره سند اشاره داشته‌است.

## خط و نگارش

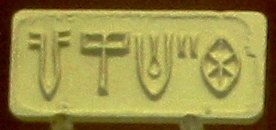
تصویری از مهر یافت شده به خط تمدن دره سند، موزه بریتانیا

ساکنان هاراپا، خط خاصی داشتند که از آن برای نوشتن عباراتی بر روی اشیا مختلف استفاده می‌کردند. حدود ۴۲۰۰ شی از موهنجودارو و هاراپا به دست آمده‌است که بر روی آن‌ها این گونه از خط حکاکی شده‌است. دانشمندان پنداشته‌اند که این علائم بیشتر از آن حدی است که بتواند خطی الفبایی یا هجایی باشد، بنابراین احتمال داده‌اند که آن‌ها واژه نگاشت یا لوگوگرام هستند. تاکنون از این کتیبه‌ها، رمزگشایی نشده‌است.

## افول تمدن
از حدود سال ۱۹۰۰ پیش از میلاد، تمدن هاراپا رو به افول نهاد و از ۱۷۰۰ پیش از میلاد بجز ردپایی مبهم چیزی از آن باقی نماند. این از بین رفتن ناگهانی نبوده‌است، سابقاً تصور می‌شد که شهرهای دره سند را آریایی‌هایی که از ایران و افغانستان به نواحی شمال غربی هند رهسپار شده بوند ویران کردند. این نظریه به برمبنای شواهدی چند استوار بود: نخست اشاراتی که در ریگ ودا به خدای ایندرا و کشتار قومی به نام داسه‌ها به دست او شده‌است. شاهد دیگری که برای دفاع از این نظریه شده‌است، کشف استخوان‌های مردان، زنان و کودکان در بخش کم ارتفاع موهنجودارو بود که کشتار این افراد را آخرین قتل‌عام نامیدند. در حال حاضر برای افول تمدن هاراپایی دلایل دیگری مطرح شده‌است، از جمله عوامل طبیعی و اجتماعی اقتصادی. در اوایل هزاره دوم پیش از میلاد تحولات زمین شناختی سبب بروز زمین لرزه‌هایی در این مناطق شد؛ این تحولات نه تنها زندگی عادی مردم را دستخوش تغییر کرد، بلکه سبب خشک شدن رودخانهٔ «گهگر-هکره/Ghaggar–Hakra» در این منطقه شد. تصاویر ماهواره ای جدید، این نظریه را تصدیق می‌کند؛ تغییرات شدیدی که در مسیر رودخانه به وجود آمد، طوفان‌هایی را نیز به همراه داشت و به دنبال آن پیوند مناطق مزروعی با شهرها از بین رفت.